# Tamasha

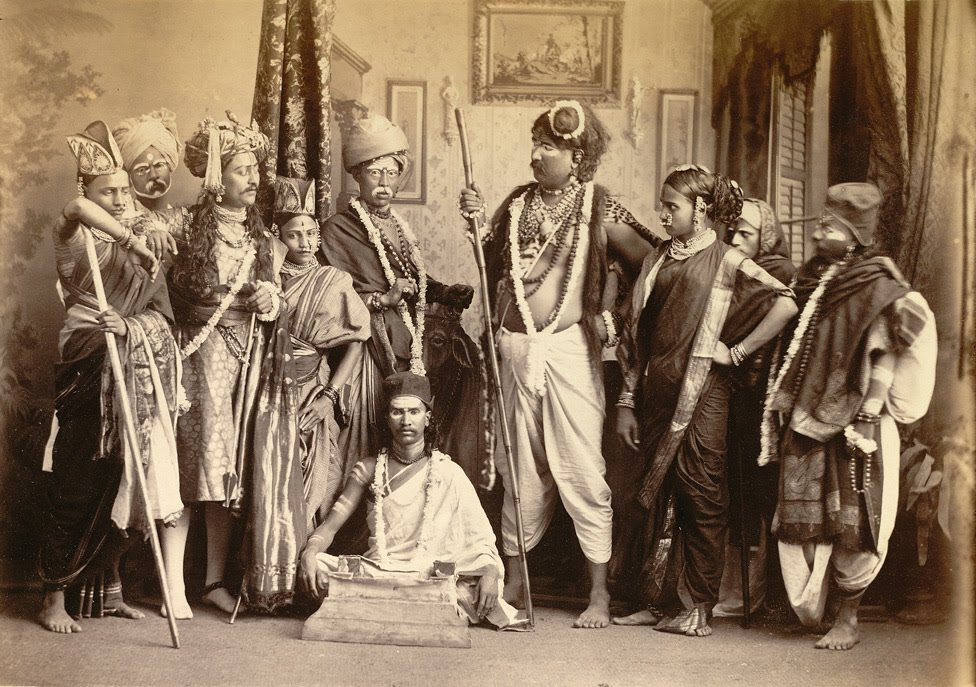
representaciones, que incorporan canciones y bailesen el siglo XVIII

Tamasha es una palabra de origen persa que significa espectáculo o entretenimiento teatral. También se utiliza en urdu, hindi y maratí, donde significa diversión o juego, para transmitir un significado similar a "no por el comportamiento de una reina del drama."
En el estado de Maharashtra, la India, Tamasha es una forma tradicional de arte popular, a menudo con el canto y el baile, ampliamente interpretada por locales o grupos de teatro ambulante.
Tradicionalmente, el cine ha participado Marathi Tamasha y muchas actrices, incluyendo Sandhya y Jayshree Gadkar, entre otros, haciendo papeles de los artistas Tamasha. Algunas películas Hindi también han incluido Tamasha de las canciones en el pasado.
En hindi coloquial, el término Tamasha se utiliza para referirse a un alboroto, o cualquier otra actividad o la exposición con el bullicio y emoción, a veces, irónicamente, en el sentido de "una tempestad en un vaso de agua".
En el telugu, el idioma de los ciudadanos de Andra Pradesh, Tamasha significa alegría, bueno, divertido, bonito o fiesta.